# Некропола са стећцима у Крупцу
Некропола са стећцима и нишанима у Крупцу се налази на територији општине Источна Илиџа, једне од општина које чине град Источно Сарајево у Републици Српској. Локалитет је означен као национални споменик. Усљед проширења рада каменолома у Крупцу 1976. године, овај споменик културне баштине је измјештен на тренутну локацију.

## Опис добра
Споменик је сачињен је од 21 стећка и 12 нишана, од којих су 2 стећка и један нишан пренесени у оближње насеље Војковиће.

### Стећци
У случају стећака при овом локалитету, уочава се тенденција да величина самога споменика игра важнију улогу него украс с обзиром да је обрада стећака грубља и да је само један стећак украшен, док на другом исклесана само мала розета на постољу. Украси су израђени у плитком рељефу. Стећци су оријентисани у два смјера, запад-исток и сјевер-југ.

### Нишани
Поред стећака овај локалитет садржи и број нишана који спадају у ред најстаријих споменика на овом простору те на којима се уочавају изражени елементи клесарске традиције примјењиване приликом украшавања стећака. Као и у случају стећака, када су у питању украси, и овде је кориштен плитки рељеф, а симболи и мотиви који покривају нишане су они пренесени са стећака. Неколико нишана је имало на врху полујабуку или украс у облику стубова са призматичним завршетком или окрњеном призмом на врху са полујабуком.

## Степен заштите
Комисија за очување националних споменика је 2007. године ово историјско подручје прогласила националним спомеником.